# Внутрішня македонсько-одринська революційна організація
Внутрішня македонсько-одринська революційна організація (ВМОРО) (болг. Вътрешна македоно-одринска революционна организация, мак. Внатрешна македонско-одринска револуционерна организација) — національно-визвольна революційна організація в Македонії та Одринській Фракії.

## Заснування

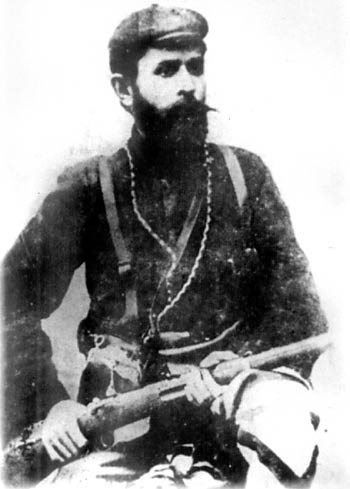
Нікола Карев — керівник «Крушевської Республіки»

Створена 23 жовтня 1893 у місті Салоніках під назвою «Внутрішня македонсько-одринська революційна організація». В установчих зборах узяло участь шість засновників: Дамян Груєв, Хрісто Татарчев, Петер Попарсов, Хрісто Батанджієв, Андон Дімітров та Іван Хаджінколов.
Метою діяльності організації стало залучення болгарського населення в Македонії та Східній Фракії до боротьби за здобуття незалежності від Османської імперії.
Влітку 1894 року у місті Ресен відбувся конгрес, на якому затверджено новий статут організації, засновано революційні газети «До зброї» (болг. На оръжие) та «Бунтівник» (болг. Бунтовник).

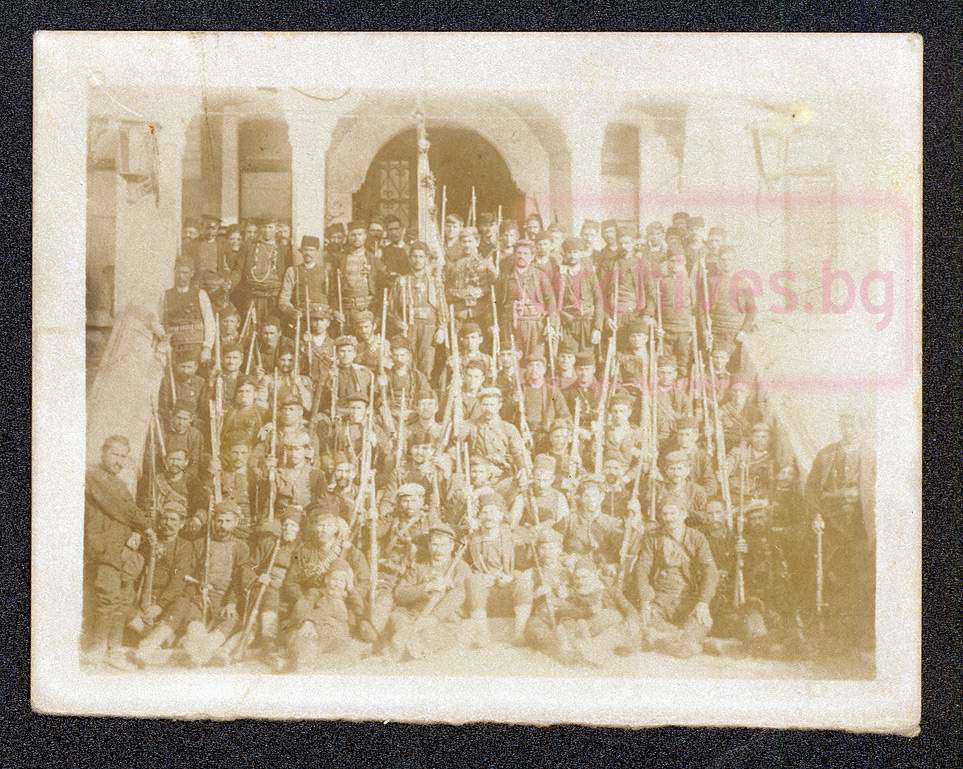
Партизанська рота македонського ополчення під керівництвом Хрісто Чернопєєва, яка брала участь в Першій Балканській війні

## Ілінденське повстання
2 серпня 1903 під проводом ВМОРО спалахнуло Ілінденське повстання (назване на честь дня Святого Іллі, мак. Илинден). Метою повстання було створення автономної македонської і фракійської держави в кордонах тогочасної Туреччини. Повстанці захопили місто Крушево і проголосили так звану Крушевську Республіку, на чолі якої став шкільний вчитель Нікола Карев. Однак протрималася вона лише 10 днів до 12 серпня і була захоплена турецькими військами. В повстанні взяли участь близько 35,000 осіб.

## Перша Балканська війна
Під час Першої Балканської війни ВМОРО організувала партизанські загони та ополчення, які брали участь на боці Болгарії.

## Повстання проти сербської влади
Після закінчення війни ВМОРО підняла 15 червня 1913 Тиквеське повстання проти сербської влади, яка зайняла рівнину Тиквеш у Македонії. Повстання було жорстоко придушене Сербською армією.
9 вересня 1913 ВМОРО підняла ще одне повстання проти Сербії — Охридсько-Дебарське, яке також було придушене.
Під час Першої світової війни збройні формування, організовані під керівництвом ВМОРО боролись на стороні Болгарії.
Після поразки у Першій світовій війні ВМОРО фактично розпалась в 1919 на кілька організацій, але ядро партії збереглось і трансформувалось у Внутрішню македонську революційну організацію (ВМРО).

## Видатні діячі організації
- Хрісто Татарчев
- Даме Груєв
- Гоце Делчев
- Горче Петров
- Борис Сарафов
- Яне Санданський
- Апостол Войвода